# Furtschaglhaus
Das Furtschaglhaus ist eine Schutzhütte der Kategorie I der Sektion Berlin des Deutschen Alpenvereins. Die Hütte liegt am Hauptkamm der Zillertaler Alpen im österreichischen Bundesland Tirol auf 2295 m ü. A. Seehöhe, südöstlich oberhalb des Schlegeisspeichers.

## Geschichte
Die Hütte wurde 1889 durch die Sektion Berlin des DuOeAV erbaut. Im Jahr 1992 schloss man eine fast zehn Jahre andauernde Sanierung ab und errichtete 2002/2003 ein neues Wasserkraftwerk zur Energieversorgung.

## Ausstattung
Das Haus verfügt in beiden Obergeschoßen über 120 Schlafplätze aufgeteilt in 56 Betten und 64 Lager. Im Erdgeschoß befinden sich zwei Gasträume, die Küche, Waschräume/WCs und ein Trockenraum – dieser Bereich wird elektrisch beheizt (der Strom wird zu 100 % umweltfreundlich durch Wasserkraft erzeugt). Weitere Sanitäranlagen befinden sich im Schlafbereich. Vor der Hütte befindet sich eine große Terrasse. Das Furtschaglhaus wird mit Hilfe einer Materialseilbahn versorgt, mit der gegen ein Entgelt auch das Gepäck der Gäste transportiert werden kann.

## Lage

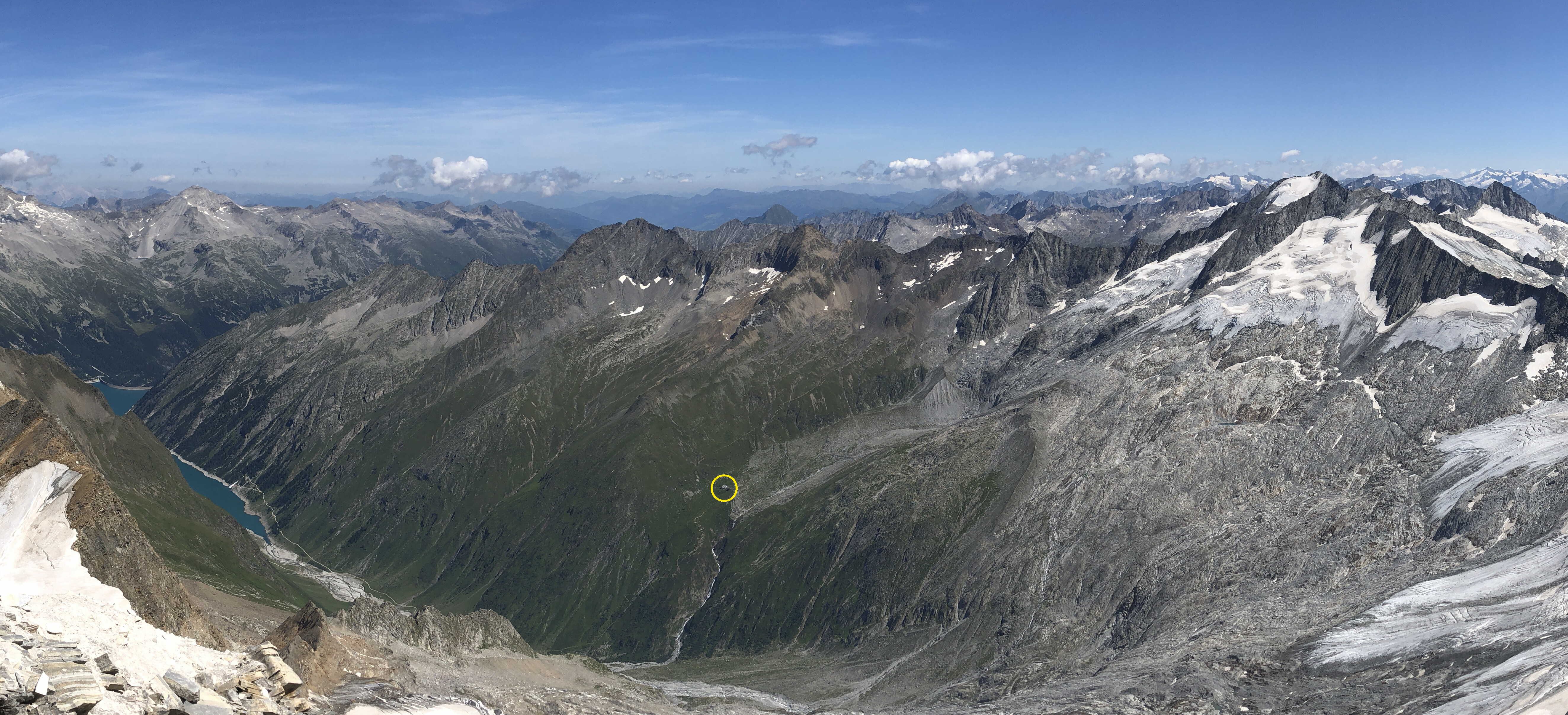
Lage des Furtschaglhauses (mittig, gelber Kreis) oberhalb des Schlegeisgrundes, links Schlegeisspeicher mit Schlegeisgrund (links bis unten mittig); Hoher Riffler, Realspitze, Grinbergspitzen, Großer Greiner, Tristner, Talggenköpfe, Ochsner, Schönbichler Horn, Zsigmondyspitze, Furtschaglspitze, Mörchnerscharten, Kleiner und Großer Mörchner (dahinter Reichenspitzgruppe mit Wildgerlosspitze, Kuchelmooskopf und Reichenspitze), Großer Möseler mit Furtschaglkees (links) und Schlegeiskees (rechts vorn), dahinter Westlicher Nevesferner, Großer Löffler mit Floitenkees, Schwarzenstein mit Schwarzensteinkees, Turnerkamp mit Östlichem Nevesferner (dahinter Venedigergruppe mit dem Großvenediger) – alle gesehen von links nach rechts; Mittig unten der Normalweg zur Hütte vom Schlegeisspeicher, hinter der Hütte der Weiterweg des Berliner Höhenweges auf das Schönblichler Horn (und weiter zur Berliner Hütte), rechts von der Hütte die Steigsupren zum Nevesjoch (Edelrauthütte/Chemnitzer Hütte) bzw. Richtung Großer Möseler, links der Hütte der Steig zum Reischbergkar

Das Furtschaglhaus liegt auf einer grasigen Hochterrasse – der Furtschaglalpe – oberhalb eines Steilhanges hoch über dem hinteren Schlegeisgrund und in unmittelbarer Nähe des Furtschaglbaches und unterhalb des Totenkopfes (2603 m ü. A.) auf dem Gebiet der Gemeinde Mayrhofen (Zillertal) nur etwa zwei Kilometer Luftlinie vom Alpenhauptkamm entfernt. Direkt hinter der Hütte befindet sich östlich ein markanter Bergkamm der in Nord-Süd-Richtung verläuft und mehrere Dreitausender aufweist wie Großer Greiner, Talggenköpfe, Schönbichler Horn, Furtschaglspitze und der Große Möseler, mit dem der Alpenhauptkamm erreicht wird. Im Tal unterhalb der Hütte verläuft der Schlegeisbach der vom südlich gelegenen Schlegeiskees herabfließt. Auf der anderen Talseite der Hütte befindet sich die Hochfeilergruppe. Nördlich der Hütte liegen mehrere Hochkare, das vorderste (Reischbergkar) kann über einen Wanderweg von der Hütte aus erreicht werden. Südlich hinter dem Furtschaglbach (Brücke) schließt sich das Schlegeiskees an, dass sich allerdings aufgrund des Klimawandels bereits stark zurückgezogen hat, ebenso wie das östlich der Hütte liegende Furtschaglkees. Das Schlegeiskees reicht hinauf auf das Nevesjoch, dem hochalpinen Übergang (Hochtour) von der Hütte nach Südtirol (Italien). Die weitläufige grasige Umgebung der Hütte wird im Sommer als alpines Weidegebiet für Schafe landwirtschaftlich genutzt.

## Zustieg
- Vom über eine Mautstraße mit Busverkehr (Linie 4102 Mayrhofen – Ginzling – Schlegeis, nur Juni bis September) erreichbaren Schlegeisspeicher (1785 m) über den Furtschaglboden in 2½ Stunden.

## Übergänge
- Über den Berliner Höhenweg zur Berliner Hütte (2042 m) in 6 Stunden Gehzeit bzw. zur etwas tiefer gelegenen Alpenrosenhütte (5,5 Stunden)
- Zur Olpererhütte, 4 Stunden (Berliner Höhenweg)
- Zum Friesenberghaus, 5 Stunden via Dominikushütte
- Zur Chemnitzer Hütte (Nevesjochhütte), 5 Stunden, Hochtour
- Zur Edelrauthütte, 6 Stunden, Hochtour
- Zum Pfitscher-Joch-Haus, 4,5 Stunden
- Das Furtschaglhaus ist Etappenpunkt auf dem Zentralalpenweg 02 des Österreichischen Alpenvereins (OeAV).

## Gipfeltouren

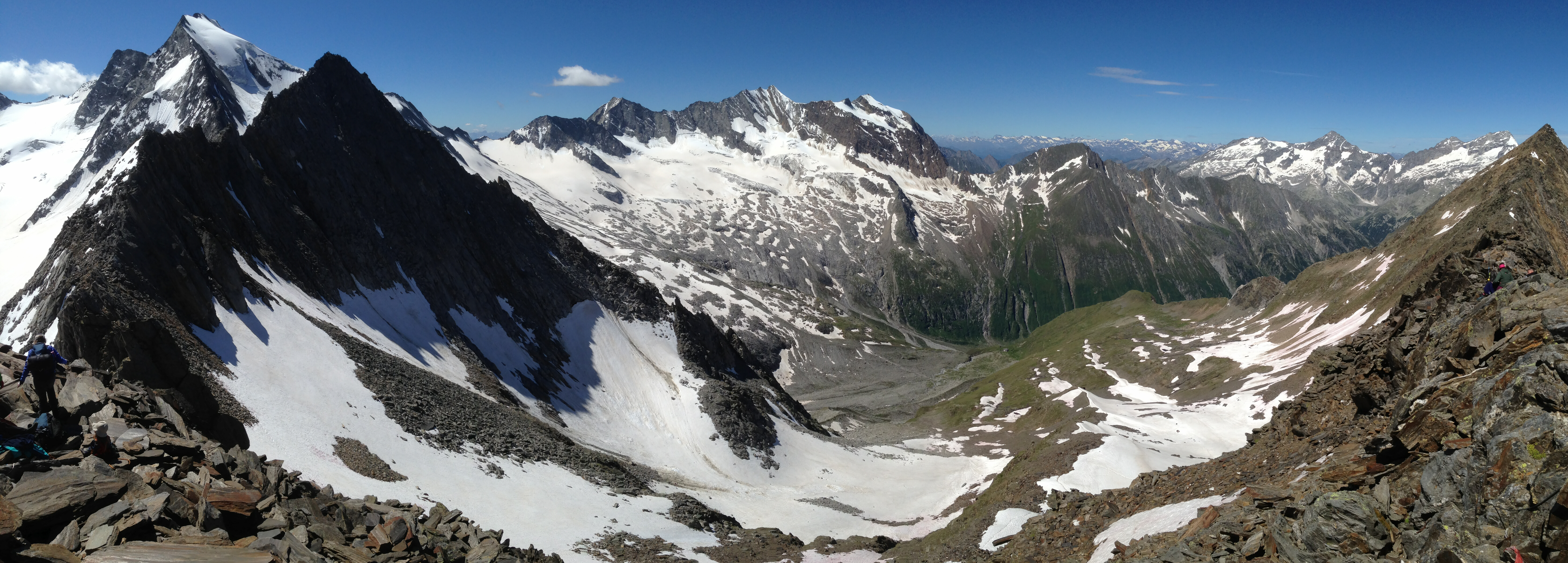
Lage des Furtschaglhauses (Bildmitte, annotiert) mit Großer Möseler, Furtschaglspitze, Breitnock, Hoher Weißzint, Hochfeiler, Hochfernerspitze, Hochsteller, Schrammacher, Fußstein und Olperer (von links nach rechts)

Unter anderem können vom Furtschaglhaus aus folgende Gipfel in den Zillertaler Alpen bestiegen werden:
- Schönbichler Horn, 3134 m ü. A., 2½ Stunden
- Großer Möseler, 3480 m ü. A., 4 Stunden, Hochtour (UIAA II)
- Furtschaglspitze, 3190 m ü. A., 3½ Stunden (UIAA II)
- Hochfeiler, 3510 m ü. A., als Hochtour durch die Nordwand in 6 bis 10 Stunden auf den höchsten Gipfel der Zillertaler Alpen
- Großer Greiner, 3201 m ü. A., 4 Stunden (UIAA III)

## Karte
- Alpenvereinskarte, 1:25.000, Blatt 35/1, Zillertaler Alpen West